# Еміліо Барбері
Еміліо Барбері (італ. Emilio Barberi, 27 листопада 1917, Форте-дей-Мармі — 1 грудня 2002, Форте-дей-Мармі) — італійський військовик, учасник Другої світової війни, нагороджений Золотою медаллю «За військову доблесть».

## Біографія
Еміліо Барбері народився 27 листопада 1917 року у Форте-дей-Мармі. У 1935 році вступив до лав Військово-морських сил, де отримав фах артилериста. Ніс службу на міноносці «Асторе» та есмінці «Карло Мірабелло».
Брав участь у другій італо-ефіопській війні, громадянській війні в Іспанії.
Під час італійського вторгнення в Албанію у 1939 році ніс службу на борту підводного човна «Гемма».
У 1940 році до складу 10-ї флотилії МАС у Ла-Спеції, де став оператором катера MAS.  
26 березня 1941 року брав участь в атаці на бухту Суда, де зосередились значні сили британського флоту. В результаті атаки начиненими вибухівкою човнами були пошкоджені  важкий крейсер «Йорк» (згодом добитий німецькою авіацією) та танкер «Періклус» (затонув під час спроби евакуації на ремонт).   
Проте всі шість італійських бойових плавців, в тому числі Еміліо Барбері, потрапили до полону.
Повернувся до Італії у 1945 році, де подовжив військову кар'єру у Центрі бойових плавців, потім ніс службу на борту крейсерів «Джузеппе Гарібальді» та «Раймондо Монтекукколі», після чого знову повернувся до Центру бойових плавців.
У 1970-ті роки був керівником Школи захисту інженерних споруд флоту (італ. Servizio difesa installazioni). Отримав звання капітана III рангу Корпусу екіпажів флоту (італ. Corpo degli equipaggi militari marittimi) та вийшов у відставку.
Помер 1 грудня 2002 року у Форте-дей-Мармі.

## Вшанування
На честь Еміліо Барбері у його рідному місті Форте-дей-Мармі збудований монумент та названа площа. 

## Нагороди
- Золота медаль «За військову доблесть»